# Revue nationale stratégique 2022
Lire en ligne

Lire le texte sur Vie publique

Revue stratégique de défense et de sécurité nationale 2017 Revue nationale stratégique 2025
La Revue nationale stratégique 2022 (RNS 2022) dresse le panorama de l'environnement de défense et de sécurité de la France, aussi bien national qu’international, et identifie les enjeux stratégiques, opérationnels et capacitaires auxquels la France sera confrontée dans les prochaines années. Publié le 9 novembre 2022, ce document fait suite à la Revue stratégique de défense et de sécurité nationale 2017 (RSD 2017) et à l'Actualisation stratégique 2021.
Les bouleversements induits dans la géopolitique de l'Europe durant les premiers mois de 2022 expliquent la mise en chantier d'une nouvelle RNS moins de deux ans après l'actualisation stratégique de 2021 : l’invasion de l’Ukraine, le durcissement de la compétition stratégique, le retour explicite du fait nucléaire dans la compétition stratégique et un recours accru aux modes d’action non militaires sont autant d’éléments factuels qui ont conduit à réviser la posture nationale stratégique de la France. Cette réflexion menée sur l’évolution des moyens de défense de la France est inscrite dans le cadre de l’autonomie stratégique européenne, de ses alliances et de ses partenariats. La prise en compte du risque de conflit de haute intensité et de l’emploi de stratégies hybrides ont guidé la définition des moyens pour accroître la résilience du pays.
La RNS 2022 s'inscrit « dans la continuité et en complément de la boussole stratégique de l’Union européenne (UE) et du concept stratégique de l’OTAN, adoptés cette année ». Elle vise à décliner ces stratégies en intégrant les spécificités nationales de la France.
La RNS 2022 présente dix objectifs stratégiques que la France se fixe pour assurer son rôle de puissance d’équilibres et garantir la sécurité de ses intérêts. En fixant les grandes orientations de la défense nationale à l'horizon 2030, la RNS 2022 participe à la préparation de la future loi de programmation militaire 2024-2030,.

## Première partie: Analyse stratégique
Dans son analyse de l'environnement stratégique, la RNS 2022 confirme le durcissement de la compétition stratégique, la fragilisation du multilatéralisme et la multiplication des postures d'intimidation et des stratégies agressives, déjà décrits dans la revue stratégique de 2017 et son actualisation de 2021. Ainsi, la France passe « d’une compétition latente à une confrontation ouverte, de la part de la Russie et, de plus en plus, à une compétition exacerbée avec la République populaire de Chine (RPC) ».
Le texte constate que « les pratiques de contestation et de contournement de l’ordre international fondé sur le multilatéralisme et la règle de droit [...] se banalisent et se diversifient ». Concernant l'architecture de maîtrise des armements, la RNS 2022 déplore qu'elle soit plus affaiblie qu’à tout autre moment depuis près de quarante ans.
La RNS 2022 considère que la Russie mène une stratégie de puissance en opposition à « l’Occident collectif ». La stratégie russe de « sape politico-diplomatique, guerre de l’information et ingérence, [...], se double désormais d’une volonté d’engager la confrontation militaire directe, matérialisée par la guerre d’agression déclenchée contre l’Ukraine ». La RSS 2022 en tire comme conséquence que « la rupture introduite par la guerre et l’irréversibilité des choix stratégiques russes imposent d’anticiper une confrontation avec Moscou ».
Concernant la RPC, la RSS 2022 considère que « l’objectif du parti communiste chinois (PCC) et de l'armée populaire de libération (APL) reste de supplanter les États-Unis comme première puissance mondiale ». L'APL poursuit sa modernisation, permettant ainsi à la Chine de mener « une stratégie de plus en plus affirmée, y compris sur le plan militaire, que ce soit dans la région Indo-Pacifique, en particulier s’agissant du statu quo dans le détroit de Taïwan ».
La montée des antagonismes avec la Russie et la Chine s'inscrit dans un contexte général marqué par la fragilisation des démocraties libérales confrontées à la remise en cause de l'ordre international issu de la Seconde Guerre mondiale par « la consolidation des autoritarismes et des régimes illibéraux à travers le monde ». La RSS 2022 souligne en outre que « les États occidentaux doivent intégrer l’inéluctabilité du rattrapage et de la dissémination dans le domaine technologique ». En conséquence, des compétiteurs stratégiques peuvent faire basculer des équilibres régionaux, comme par exemple l'Iran grâce à ses avancées dans le domaine balistique.
La RNS 2022 souligne que la guerre engagée par la Russie en Ukraine se caractérise « par le retour d’une stratégie intégrale associant des actions hybrides et des opérations de haute intensité dans la profondeur » appuyée par la menace d'escalade nucléaire. Associé à l'effondrement de l'architecture de maîtrise des armements, le retour du fait nucléaire au premier plan est « susceptible de fragiliser les équilibres stratégiques et, à plus long terme, de renforcer la prolifération ». À cet égard, « le croisement de la prolifération de leurs vecteurs (missiles balistiques et de croisière, drones, etc.), d’un durcissement des postures militaires et d’un développement des capacités de déni d’accès offriront plus de capacités de nuisance à nombre de puissances régionales ».
Concernant les stratégies hybrides, la RSS 2022 rappelle qu'elles ont montré leur impact sur de multiples théâtres (Afrique, Méditerranée, Indo-Pacifique) et souligne qu'elles exploitent « la difficulté, pour les États occidentaux, d’apporter une réponse efficace compatible avec le respect des engagements, traités et principes politiques au fondement de l’ordre international ».

## Deuxième partie: Défis à relever
Cette deuxième partie de la RNS 2022 s'ouvre sur un rappel des principaux intérêts nationaux de sécurité de la France : la protection du territoire national, la sécurité des États membres de l’UE et de l’espace euro-atlantique (OTAN) en application des traités par lesquels nous sommes liés, la stabilité de son voisinage, la liberté d'accès aux espaces communs (cyber, spatial, fonds marins et espaces aéromaritimes, pôles).
Comme la RSD 2017, la RSS 2022 établit « que la défense de nos intérêts de sécurité repose sur trois piliers : le renforcement de notre autonomie stratégique ; la concrétisation de la souveraineté européenne et la consolidation de nos alliances ; la préservation d’un ordre international stable, fondé sur le respect du droit et le multilatéralisme ».
L'autonomie stratégie suppose que la France dispose de capacités d'appréciation, de décision et d'action autonomes. La liberté d’action et la protection des intérêts fondamentaux de la France sont assurées en premier lieu par la crédibilité de la dissuasion nucléaire, clé de voûte de notre stratégie de défense.
La RSS 2022 instaure la « capacité d'influence » en sixième « fonction stratégique » aux côtés des cinq traditionnelles : « connaissance-compréhension-anticipation », « dissuasion », « protection-résilience », « prévention » et « intervention »,.
La RSS 2022 met l'accent sur les défis à relever en conséquence des développements récents du contexte international : « Le retour de la haute intensité, y compris sur le territoire européen, l’expression de plus en plus débridée des velléités de puissance de la part de nos compétiteurs stratégiques et l’affaiblissement des cadres internationaux de régulation contraignent nos choix et font peser un risque sans précédent sur les intérêts de sécurité prioritaires de la France ».

## Troisième partie: Dix objectifs stratégiques
La RSS 2022 fixe l'ambition générale pour 2030 en matière de sécurité et de défense. À cet horizon, la France :
- est capable de défendre son territoire métropolitain et ultramarin, et de protéger et impliquer ses citoyens,
- contribue à la défense de l’Europe et à la stabilité aux abords de la Méditerranée, en disposant des capacités de s’engager dans un conflit de haute intensité,
- agit dans le cadre de partenariats équilibrés, pourvoyeurs de sécurité, dans une zone allant de l’Afrique subsaharienne au golfe arabo-persique, en passant par la corne de l’Afrique,
- contribue par son influence et avec ses partenaires à la stabilité de la zone Indo-Pacifique,
- assure sa liberté d’action dans les espaces communs (cyber, spatial, fonds marins et espace aéromaritime) et la sûreté de ses voies d’approvisionnement, avec ses partenaires.

Pour y parvenir, la RSS 2022 fixe dix objectifs stratégiques : 
- OS n°1 : Une dissuasion nucléaire robuste et crédible,
- OS n°2 : Une France unie et résiliente,
- OS n°3 : Une économie concourant à l’esprit de défense,
- OS n°4 : Une résilience cyber de premier rang,
- OS n°5 : La France, allié exemplaire dans l’espace euro-atlantique,
- OS n°6 : La France, un des moteurs de l’autonomie stratégique européenne,
- OS n°7 : La France, partenaire de souveraineté fiable et pourvoyeuse de sécurité crédible,
- OS n°8 : Une autonomie d’appréciation et une souveraineté décisionnelle garanties,
- OS n°9 : Une capacité à se défendre et à agir dans les champs hybrides,
- OS n°10 : Une liberté d’action et une capacité à conduire des opérations militaires y compris de haute intensité dans tous les champs (multimilieux et multichamps).

## Sources

#### Documents de politique de sécurité nationale
- République française, Revue nationale stratégique 2022, Vie publique, 9 novembre 2022 (lire en ligne).
- République française, Actualisation stratégique 2021, 10 février 2021, 56 p. (lire en ligne).
- République française, Revue stratégique de défense et de sécurité nationale - 2017, Vie publique, 12 octobre 2017 (lire en ligne).